# Артур Йоніце
Артур Йоніце (рум. Artur Ioniță, нар. 17 серпня 1990, Кишинів) — молдовський футболіст, півзахисник італійської «Пізи» і національної збірної Молдови.

## Клубна кар'єра
Народився 17 серпня 1990 року в місті Кишинів. Вихованець футбольної школи клубу «Зімбру». Дорослу футбольну кар'єру розпочав 2007 року в основній команді того ж клубу, в якій провів жодного сезонів, взявши участь лише у 3 матчах чемпіонату. 
Протягом 2007—2009 років захищав кольори команди клубу «Іскра-Сталь».
Своєю грою за останню команду привернув увагу представників тренерського штабу швейцарського «Аарау», до складу якого приєднався 2009 року. Відіграв за команду з Аарау наступні п'ять сезонів своєї ігрової кар'єри. Більшість часу, проведеного у складі «Аарау», був основним гравцем команди.
У 2014 році уклав контракт з клубом «Верона», у складі якого провів наступні два роки своєї кар'єри гравця.  Граючи у складі «Верони» також здебільшого виходив на поле в основному складі команди.
До складу клубу «Кальярі» приєднався 2016 року. Із сезону 2017/18 отримав статус основного гравця команди і за чотири сезони відіграв за неї 132 матчів у всіх турнірах.
20 серпня 2020 року перейшов до «Беневенто», команди, що саме здобула право повернутися до італійської Серії A. Протягом сезону 2020/21 був основним гравцем команди у найвищому італійському дивізіоні, після чого протягом року продовжував захищати її кольори на рівні другого дивізіону.
Влітку 2022 року перейшов до іншого представника Серії B, «Пізи».

## Виступи за збірні
Протягом 2009–2012 років залучався до складу молодіжної збірної Молдови. На молодіжному рівні зіграв у 22 офіційних матчах, забив 5 голів.
У 2009 році дебютував в офіційних матчах у складі національної збірної Молдови. 2019 року став капітаном національної команди.
| Дата       | Місто                  | Господарі         | Результат               | Гості             | Турнір                               | Голи | Примітки      |
| ---------- | ---------------------- | ----------------- | ----------------------- | ----------------- | ------------------------------------ | ---- | ------------- |
| 28-3-2009  | Кишинів                | Молдова           | 0 – 2                   | Швейцарія         | Відбір до ЧС 2010                    | -    | 56'           |
| 6-2-2013   | Анталья                | Молдова           | 0 – 3                   | Казахстан         | товариський матч                     | -    | 65'           |
| 22-3-2013  | Кишинів                | Молдова           | 0 – 1                   | Чорногорія        | Відбір до ЧС 2014                    | -    |               |
| 26-3-2013  | Одеса                  | Україна           | 2 – 1                   | Молдова           | Відбір до ЧС 2014                    | -    |               |
| 7-6-2013   | Кишинів                | Молдова           | 1 – 1                   | Польща            | Відбір до ЧС 2014                    | -    |               |
| 14-8-2013  | Кишинів                | Молдова           | 1 – 1                   | Андорра           | товариський матч                     | -    |               |
| 6-9-2013   | Лондон                 | Англія            | 4 – 0                   | Молдова           | Відбір до ЧС 2014                    | -    | 19'           |
| 11-10-2013 | Кишинів                | Молдова           | 3 – 0                   | Сан-Марино        | Відбір до ЧС 2014                    | -    | 85'           |
| 15-10-2013 | Подгориця              | Чорногорія        | 2 – 5                   | Молдова           | Відбір до ЧС 2014                    | 1    |               |
| 18-11-2013 | Кишинів                | Молдова           | 1 – 1                   | Литва             | товариський матч                     | 1    | 89'           |
| 5-3-2014   | Андорра-ла-Велья       | Андорра           | 0 – 3                   | Молдова           | товариський матч                     | -    | 80'           |
| 24-5-2014  | Херес-де-ла-Фронтера   | Саудівська Аравія | 0 – 4                   | Молдова           | товариський матч                     | -    |               |
| 27-5-2014  | Амштеттен              | Молдова           | 1 – 1                   | Канада            | товариський матч                     | -    |               |
| 3-9-2014   | Київ                   | Україна           | 1 – 0                   | Молдова           | товариський матч                     | -    |               |
| 8-9-2014   | Подгориця              | Чорногорія        | 2 – 0                   | Молдова           | Відбір до ЧЄ 2016                    | -    |               |
| 9-10-2014  | Кишинів                | Молдова           | 1 – 2                   | Австрія           | Відбір до ЧЄ 2016                    | -    |               |
| 12-10-2014 | Москва                 | Росія             | 1 – 1                   | Молдова           | Відбір до ЧЄ 2016                    | -    |               |
| 15-11-2014 | Кишинів                | Молдова           | 0 – 1                   | Ліхтенштейн       | Відбір до ЧЄ 2016                    | -    |               |
| 27-3-2015  | Кишинів                | Молдова           | 0 – 2                   | Швеція            | Відбір до ЧЄ 2016                    | -    | 36'           |
| 24-3-2016  | Та-Калі                | Мальта            | 0 – 0                   | Молдова           | товариський матч                     | -    |               |
| 28-3-2016  | Та-Калі                | Андорра           | 0 – 1                   | Молдова           | товариський матч                     | -    |               |
| 27-5-2016  | Копривниця             | Хорватія          | 1 – 0                   | Молдова           | товариський матч                     | -    | 75'           |
| 3-6-2016   | Лугано                 | Швейцарія         | 2 – 1                   | Молдова           | товариський матч                     | -    |               |
| 5-9-2016   | Кардіфф                | Уельс             | 4 – 0                   | Молдова           | Відбір до ЧС 2018                    | -    |               |
| 24-3-2017  | Відень                 | Австрія           | 2 – 0                   | Молдова           | Відбір до ЧС 2018                    | -    | 62'           |
| 2-9-2017   | Белград                | Сербія            | 3 – 0                   | Молдова           | Відбір до ЧС 2018                    | -    |               |
| 5-9-2017   | Кишинів                | Молдова           | 0 – 2                   | Уельс             | Відбір до ЧС 2018                    | -    | 85'           |
| 6-10-2017  | Дублін                 | Ірландія          | 2 – 0                   | Молдова           | Відбір до ЧС 2018                    | -    |               |
| 9-10-2017  | Кишинів                | Молдова           | 0 – 1                   | Австрія           | Відбір до ЧС 2018                    | -    | 18', 55'      |
| 27-3-2018  | Бове                   | Кот-д'Івуар       | 2 – 1                   | Молдова           | товариський матч                     | 1    |               |
| 4-6-2018   | Кематен-ін-Тіроль      | Вірменія          | 0 – 0                   | Молдова           | товариський матч                     | -    | 79'           |
| 11-9-2018  | Кишинів                | Молдова           | 0 – 0                   | Білорусь          | Ліга націй УЄФА 2018-2019 - 1-й етап | -    |               |
| 12-10-2018 | Кишинів                | Молдова           | 2 – 0                   | Сан-Марино        | Ліга націй УЄФА 2018-2019 - 1-й етап | -    |               |
| 15-10-2018 | Мінськ                 | Білорусь          | 0 – 0                   | Молдова           | Ліга націй УЄФА 2018-2019 - 1-й етап | -    |               |
| 15-11-2018 | Серравалле             | Сан-Марино        | 0 – 1                   | Молдова           | Ліга націй УЄФА 2018-2019 - 1-й етап | -    |               |
| 18-11-2018 | Кишинів                | Молдова           | 1 – 1                   | Люксембург        | Ліга націй УЄФА 2018-2019 - 1-й етап | -    |               |
| 22-3-2019  | Кишинів                | Молдова           | 1 – 4                   | Франція           | Відбір до ЧЄ 2020                    | -    | кап.          |
| 25-3-2019  | Ескішехір              | Туреччина         | 4 – 0                   | Молдова           | Відбір до ЧЄ 2020                    | -    | кап. 65'      |
| 8-6-2019   | Кишинів                | Молдова           | 1 – 0                   | Андорра           | Відбір до ЧЄ 2020                    | -    | кап. 38', 47' |
| 7-9-2019   | Рейк'явік              | Ісландія          | 3 – 0                   | Молдова           | Відбір до ЧЄ 2020                    | -    | кап.          |
| 10-9-2019  | Кишинів                | Молдова           | 0 – 4                   | Туреччина         | Відбір до ЧЄ 2020                    | -    | кап. 81'      |
| 11-10-2019 | Андорра-ла-Велья       | Андорра           | 1 – 0                   | Молдова           | Відбір до ЧЄ 2020                    | -    | кап.          |
| 14-10-2019 | Тирасполь              | Молдова           | 0 – 4                   | Албанія           | Відбір до ЧЄ 2020                    | -    | кап.          |
| 14-11-2019 | Сен-Дені               | Франція           | 2 – 1                   | Молдова           | Відбір до ЧЄ 2020                    | -    |               |
| 17-11-2019 | Кишинів                | Молдова           | 1 – 2                   | Ісландія          | Відбір до ЧЄ 2020                    | -    | 76'           |
| 3-9-2020   | Парма                  | Молдова           | 1 – 1                   | Косово            | Ліга націй УЄФА 2020-2021 - 1-й етап | -    |               |
| 6-9-2020   | Любляна                | Словенія          | 1 – 0                   | Молдова           | Ліга націй УЄФА 2020-2021 - 1-й етап | -    | 73'           |
| 7-10-2020  | Флоренція              | Італія            | 6 – 0                   | Молдова           | товариський матч                     | -    | кап.          |
| 11-10-2020 | Марусі                 | Греція            | 2 – 0                   | Молдова           | Ліга націй УЄФА 2020-2021 - 1-й етап | -    | 76'           |
| 14-10-2020 | Кишинів                | Молдова           | 0 – 4                   | Словенія          | Ліга націй УЄФА 2020-2021 - 1-й етап | -    | 74'           |
| 12-11-2020 | Кишинів                | Молдова           | 0 – 0                   | Росія             | товариський матч                     | -    | 61'           |
| 15-11-2020 | Кишинів                | Молдова           | 0 – 2                   | Греція            | Ліга націй УЄФА 2020-2021 - 1-й етап | -    | 83'           |
| 18-11-2020 | Приштина               | Косово            | 1 – 0                   | Молдова           | Ліга націй УЄФА 2020-2021 - 1-й етап | -    | 59'           |
| 25-3-2021  | Кишинів                | Молдова           | 1 – 1                   | Фарерські острови | Відбір до ЧС 2022                    | -    | 46'           |
| 28-3-2021  | Гернінг                | Данія             | 8 – 0                   | Молдова           | Відбір до ЧС 2022                    | -    |               |
| 1-9-2021   | Кишинів                | Молдова           | 0 – 2                   | Австрія           | Відбір до ЧС 2022                    | -    | кап.          |
| 4-9-2021   | Глазго                 | Шотландія         | 1 – 0                   | Молдова           | Відбір до ЧС 2022                    | -    | 77' 90+4'     |
| 9-10-2021  | Кишинів                | Молдова           | 0 – 4                   | Данія             | Відбір до ЧС 2022                    | -    | 78'           |
| 13-10-2021 | Беер-Шева              | Ізраїль           | 2 – 1                   | Молдова           | Відбір до ЧС 2022                    | -    |               |
| 12-11-2021 | Кишинів                | Молдова           | 0 – 2                   | Шотландія         | Відбір до ЧС 2022                    | -    | кап. 61'      |
| 15-11-2021 | Клагенфурт-ам-Вертерзе | Австрія           | 4 – 1                   | Молдова           | Відбір до ЧС 2022                    | -    | кап.          |
| 24-3-2022  | Кишинів                | Молдова           | 1 – 2                   | Казахстан         | Ліга націй УЄФА 2020-2021 - Плей-аут | -    | кап.          |
| 29-3-2022  | Нур-Султан             | Казахстан         | 0 – 1 д.ч. (5 – 4 п.п.) | Молдова           | Ліга націй УЄФА 2020-2021 - Плей-аут | -    | кап. 120+2'   |
| Усього     |                        | Матчів (8 місце)  | 63                      |                   | Голів                                | 3    |               |

## Досягнення
- Володар Кубка Молдови (1):

«Зімбру»: 2006-07